# Parafia Stygmatów św. Franciszka z Asyżu w Koszarawie Bystrej
Parafia Stygmatów św. Franciszka z Asyżu w Koszarawie Bystrej – parafia rzymskokatolicka znajdująca się w Koszarawie. Należy do dekanatu Jeleśnia diecezji bielsko-żywieckiej. Erygowana w 1989.